# 阿拉萨斯
阿拉萨斯是巴西巴伊亚州的一个市镇。总面积419.933平方公里，总人口11646人，人口密度27.7人/平方公里。